# Чистяков, Иван Георгиевич
Иван Георгиевич Чистяков (род. 6 февраля 1926; ныне Иртышский район (Павлодарская область), Казахская АССР — 2 января 1995; Павлодар, Казахстан) — советский и казахский актёр театра, ветеран Великой Отечественной войны. Заслуженный артист Казахской ССР (1978).

## Биография
Иван Георгиевич Чистяков родился в 1926 году в с. Грабово Иртышского района в семье военного.
В 1943 году окончил среднюю школу г. Петропавловска.
Во время прохождения службы в армии начал заниматься художественной самодеятельностью. Был ведущим концертных программ и солистом ансамбля песни и пляски Закавказского военного округа. Вся его жизнь неразрывно связана с областным драматическим театром имени А.П. Чехова.
Дебют на сцене театра состоялся в 1951 году в роли немецкого коммуниста Кноррэ в спектакле по пьесе Вадима Собко «Все начинается сначала».
С 1955 по 1961 годы — актёр Семипалатинский Казахский музыкально-драматический театр им. Абая.
С 1961 года — актёр Павлодарского областного драматического театра им. А. П. Чехова, и всю жизнь работала в этом театре, где сыграл более 300 ролей.

## Творчество
В его репертуаре были роли из классической и современной русской и зарубежной драматургии. Ему с одинаковым успехом удавалось создавать образы комических и трагических героев. Играл в спектаклях: А. Островского «Женитьба Белугина» (П.Г. Белугин), И. Штока «Ленинградский проспект» (Скворец), К.Симонова «Русские люди», (капитан Сафонов), Н. Погодина «Третья патетическая», «Черные птицы» (Кумакин, Кормилицын), А. Арбузова «Город на заре» (И.Жмельков), Г. Мусрепова «Козы Корпеш - Баян сулу» (Карабай), М.О. Ауэзова и Л. Соболева «Абай» (Айдар) и др. Творчество актера отличали высокая гражданственность, высокий дар убеждения и перевоплощения, большая сценическая культура. Его партнерами были выдающиеся деятели искусства, выступавшие с гастролями на сцене павлодарского театра - Н. Мордвинов, И. Савина, В. Лановой, А. Кузнецов, Ю. Соломин, И. Смоктуновский.
Много времени артист уделял общественной работе. В 1972 году открыл театр кукол при детском парке, на областном радио совместно с актером Михаилом Бушуевым вел сатирический журнал «Сквозняк». Он искренне любил своих зрителей, был хорошим другом и наставником для молодежи. На протяжении многих лет писал историю павлодарского театра.
На доме, где в последние годы жил актёр (ул. Кирова, 39), в 2003 году была установлена мемориальная доска.

## Награды и звания
- Медаль «За освоение целинных земель» (1957)
- Почётная грамота Верховного Совета Казахской ССР (1957)
- Медаль «В ознаменование 100-летия со дня рождения Владимира Ильича Ленина» (1970)
- Заслуженный артист Казахской ССР за выдающиеся заслуги в искусстве советского и казахского театра (1978)
- Орден «Знак Почёта» (1981)
- Орден Трудового Красного Знамени (1986) за заслуги в развитии театрального искусства республики и высокое исполнительское мастерство
- награждён многими боевыми и государственными медалями и др.